# Џао Менгфу
Џао Менгфу (упрош: 赵孟頫; трад: 趙孟頫; пин: Zhào Mèngfǔ; 1254–1322) наклонско име Зианг (子昂), псеудоними Сонгсјуе (松雪, „Боровни Снег“), Оубо (鸥波, „Талас Галеба“), и Шуиђинг-гонг Дао-рен (水精宫道人, „Мајстор Кристалног Двора“), био је принц и потомак династије Сонг и кинески књижевник, сликар и калиграфиста за време династије Јуан.
Био је ожењен за Гуан Даошенгу, која је такође била постигнут пјесник, сликар и калиграфер. Његово неприхваћање углађеног, њежног сликарства његове ере у корист грубог стила осмог века сматра се да је донио револуцију од којега су створене модерне кинеске слике пејзажа. Он је био познат за његове слике коња. Његове слике природе се такође сматрају да су рађени у стилу који се више фокусира на дословним полагањем тла. Уместо да организује их у први план, средњину, и у позадину он умјесто ставља средини терена на разне висине да даје осећај дубине. Овај образац организације чини његове слике да изгледају врло једноставане и приступачане. Било је баш то обилежје које су људи толико вредили од његовог стила.
- Човек и његов коњ у вјетру, од Џао Менгфуа
- Елегантне стијене и расејана стабла, од Џао Менгфуа
- Овца и коза, од Џао Менгфуа
- Старо дрво и коњи, од Џао Менгфуа